# Blue Exorcist
Blue Exorcist (jap. 青の祓魔師, Ao no Ekusoshisuto) ist der Titel einer von Kazue Katō geschriebenen und gezeichneten Mangareihe, die seit April 2009 in dem Magazin Jump Comics SQ erscheint, das von Shūeisha herausgegeben wird. Die Reihe handelt von dem Jungen Rin Okumura, der als Sohn einer menschlichen Frau und Satan, dem Herrscher der Welt der Dämonen, geboren wurde. Entgegen seiner einstigen Bestimmung, Satan als Wirt auf Erden zu dienen, beschließt er jedoch, Exorzist zu werden und sich gegen seinen Vater zu stellen.
Im Jahr 2011, 2017, 2024 sowie 2025 folgte die Ausstrahlung einer Adaption des Mangas als gleichnamige Anime-Fernsehserie, die zuerst im Studio A-1 Pictures und später im Studio VOLN entstand.

## Handlung
Die Welt von Blue Exorcist besteht aus zwei Dimensionen. In der Assiah (物質界 Asshiyā, deutsch ‚physische Welt‘) genannten Dimension leben die Menschen und besitzen keine Vorstellung davon, dass noch eine zweite Dimension existieren könnte. Diese zweite, Gehenna (虚無界 Gehena, deutsch ‚Welt des Nichts‘) genannte Dimension ist die Heimat der Dämonen unter der Führung von Satan. Satan ist zugleich der Vater des Protagonisten Rin Okumura (奥村 燐, Okumura Rin). Er soll der neue Dämonenherrscher werden. Beide Welten sind nämlich weitestgehend voneinander getrennt, sodass die Dämonen nicht direkt nach Assiah kommen können. Es ist ihnen jedoch möglich, von Menschen, Tieren und selbst toten Lebewesen Besitz zu ergreifen. Dadurch sind sie in der Lage, diese sowohl zu kontrollieren als auch zu verwandeln.
Rin verlor schon während seiner Geburt seine Mutter und wurde vom Priester und Exorzisten Shirō Fujimoto (藤本 獅郎, Fujimoto Shirō) im Glauben aufgezogen, ein gewöhnlicher Mensch zu sein. Sein Zwillingsbruder Yukio Okumura (奥村 雪男, Okumura Yukio) kam als gewöhnlicher Mensch auf die Welt und besitzt somit nicht die gleichen Fähigkeiten wie Rin. Dennoch besitzt auch er die Fähigkeit, die Dämonen zu sehen. Da die gesamten Kräfte, die Satan den Brüdern verlieh, auf Rin übergingen, sah sich Shiro gezwungen seine Kräfte, die sich als blaue Flammen äußern, in ein Katana zu verbannen. Das Schwert Kurikara versiegelte seine Fähigkeiten und erlaubte ihm ein nahezu normales Leben. Jedoch wurde er stets vom Pech verfolgt. Andere bezeichneten ihn als Dämon, weil er brutal war (aus der Sicht der Menschen) und „nicht normal“, was Rin sehr wütend machte, und er deshalb immer in Prügeleien geriet. Er fühlt sich missverstanden und ist der Taugenichts (abgesehen vom Kochen) in der Familie.
Als Rin etwa 15 Jahre alt ist, beginnt die Wirkung des Siegels nachzulassen und er sieht sich mit der Situation konfrontiert, die Wahrheit seiner Herkunft zu erfahren. Im Zuge der Ereignisse wird sein Ziehvater Shirō von Satan getötet, der nun auf Rin aufmerksam geworden ist. Nicht so recht wissend, wie es weitergehen soll, und die Dämonen für den Tod seines Vaters verfluchend, bittet er einen alten Freund Shirōs um Hilfe. Dies ist Mephisto, der Leiter einer Schule für die Ausbildung von Exorzisten. Er ist sichtlich überrascht und amüsiert zu erfahren, dass ausgerechnet der Sohn Satans ein Exorzist werden will. Dennoch beginnt Mephisto mit Rins Ausbildung an der neuen Schule, wo dessen Bruder Yukio als einer der Lehrer arbeitet.

## Entstehung und Veröffentlichungen
Der Manga Ao no Exorcist wird von der japanischen Künstlerin Kazue Katō geschrieben und gezeichnet. Ein erstes Kapitel wurde in Ausgabe 9/2008 vom August 2008 in Jump Comics SQ unter dem Titel Miyamauguisu-tei Jiken (深山鶯邸事件) veröffentlicht. Die reguläre Veröffentlichung begann mit Ausgabe 5/2009 vom 4. April 2009 innerhalb des von Shūeisha herausgegebenen Magazins. Die einzelnen Kapitel wurden zu bisher 32 Tankōbon-Ausgaben zusammengefasst (Stand: Mai 2025):
1. ISBN 978-4-08-874709-5, 4. August 2009
2. ISBN 978-4-08-874757-6, 4. November 2009
3. ISBN 978-4-08-870016-8, 4. März 2010
4. ISBN 978-4-08-870079-3, 2. Juli 2010
5. ISBN 978-4-08-870136-3, 3. Dezember 2010
6. ISBN 978-4-08-870214-8, 4. April 2011
7. ISBN 978-4-08-870330-5, 2. September 2011
8. ISBN 978-4-08-870409-8, 4. April 2012
9. ISBN 978-4-08-870505-7, 4. September 2012
10. ISBN 978-4-08-870670-2, 28. Dezember 2012
11. ISBN 978-4-08-870789-1, 2. August 2013
12. ISBN 978-4-08-870895-9, 27. Dezember 2013
13. ISBN 978-4-08-880140-7, 4. Juli 2014
14. ISBN 978-4-08-880282-4, 5. Januar 2015
15. ISBN 978-4-08-880369-2, 4. Juni 2015
16. ISBN 978-4-08-880507-8, 4. Januar 2016
17. ISBN 978-4-08-880656-3, 4. Juli 2016
18. ISBN 978-4-08-880891-8, 31. Dezember 2016
19. ISBN 978-4-08-881052-2, 4. April 2017
20. ISBN 978-4-08-881152-9, 4. Oktober 2017
21. ISBN 978-4-08-881363-9, 2. März 2018
22. ISBN 978-4-08-881591-6, 2. November 2018
23. ISBN 978-4-08-881809-2, 4. April 2019
24. ISBN 978-4-08-882110-8, 1. November 2019
25. ISBN 978-4-08-882299-0, 4. Juni 2020
26. ISBN 978-4-08-882574-8, 4. Dezember 2020
27. ISBN 978-4-08-882644-8, 2. Juli 2021
28. ISBN 978-4-08-883264-7, 4. November 2022
29. ISBN 978-4-08-883460-3, 4. Juli 2023
30. ISBN 978-4-08-883722-2, 4. Januar 2024
31. ISBN 978-4-08-884028-4, 4. Juni 2024
32. ISBN 978-4-08-884519-7, 2. Mai 2025

Zu Beginn der Ausstrahlung des Animes wurde die Reihe ebenfalls im Magazin Shonen Jump Advanced, beginnend am 5. April 2011, abgedruckt. Außerhalb Japans wurde die Reihe von Viz Media für den nordamerikanischen Raum lizenziert und begann am gleichen Tag mit der Veröffentlichung der Übersetzung. Zuvor wurde die Reihe bereits in Frankreich durch Kazé lizenziert, wo die erste Ausgabe am 27. Mai 2010 erschien.
Seit März 2012 bringt Kazé Deutschland bzw. Crunchyroll den Manga im deutschsprachigen Raum unter dem Titel Blue Exorcist heraus, bisher in 31 Bänden (Stand Juni 2025).

## Anime
Eine Adaption des Mangas als gleichnamige Anime-Fernsehserie Ao no Exorcist wurde am 27. November 2010 auf der Website von Jump SQ angekündigt. Die Animation übernahm dabei das Studio A-1 Pictures unter Führung des Produzenten Hiro Maruyama und des Regisseurs Tensai Okamura.
Die Erstausstrahlung der 25 Folgen umfassenden Serie begann am 17. April und lief bis zum 2. Oktober 2011 auf MBS und TBS; eine Woche später als ursprünglich angekündigt. Ursache dafür waren die Folgen des Tōhoku-Erdbebens. Die Veröffentlichung auf DVD und Bluray begann in Japan am 22. Juni 2011. Die einzelnen Ausgaben erschienen etwa im Abstand von einem Monat und die letzte, zehnte Ausgabe erschienen am 21. März 2012. Die einzelnen Medien enthielten jeweils zwei bis drei Folgen, wobei die fünfte Ausgabe eine zusätzliche Folge, das Special Kuro no Iede (クロの家出, auch als Folge 11.5 bezeichnet), enthielt. Die Folge war zuvor nicht im Fernsehen gezeigt worden, sodass die Serie insgesamt auf 26 Folgen kommt.
Aniplex übertrug die Serie als Blue Exorcist beginnend am 20. April ebenfalls als Simulcast mit englischen Untertiteln auf den nordamerikanischen Internetseiten Hulu, Crunchyroll und Anime News Network. Kazé Deutschland veröffentlichte die Serie von Juni bis Dezember 2012 auf Deutsch in vier DVDs und Blu-Rays. Die DVDs wurden von der FSK ab 12 bzw. 16 Jahren freigegeben. 
Ein Kinofilm mit dem Titel Ao no Exorcist kam am 28. Dezember 2012 in die japanischen Kinos. Er entstand ebenso bei A-1 Pictures, unter der Regie von Atsushi Takahashi. Die deutsche Fassung kam am 28. März 2014 unter dem Titel Blue Exorcist – The Movie durch Kazé mit einer FSK-12-Freigabe in den Handel.
Die 2. Staffel mit weiteren 12 Folgen und dem Titel Ao no Exorcist: Kyōto Fujōō-hen (Kyoto Saga) lief vom 7. Januar bis 25. März 2017 nach Mitternacht (und damit am vorigen Fernsehtag) in Japan. Regie führte hier Kōichi Hatsumi und auch der restliche Produktionsstab unterscheidet sich größtenteils.
Die dritte Staffel mit dem Untertitel Shimane Illuminati Saga umfasst zwölf Episoden. Sie entstand im Studio VOLN und wurde vom 7. Januar bis 24. März 2024 ausgestrahlt.
Eine zweigeteilte vierte Staffel wurde vom 6. Oktober bis 22. Dezember 2024 sowie vom 5. Januar bis 23. März 2025 ausgestrahlt und umfasst 24 Episoden. Sie trägt im ersten Teil den Untertitel Beyond the Snow; im zweiten Teil The Blue Night Sagas.

### Synchronisation
| Rolle            | Japanischer Sprecher (Seiyū) | Deutscher Sprecher |
| ---------------- | ---------------------------- | ------------------ |
| Rin Okumura      | Nobuhiko Okamoto             | Dennis Saemann     |
| Mephisto Pheles  | Hiroshi Kamiya               | Oliver Krietsch    |
| Yukio Okumura    | Jun Fukuyama                 | Tobias Diakow      |
| Ryūji Suguro     | Kazuya Nakai                 | Daniel Käser       |
| Shiemi Moriyama  | Kana Hanazawa                | Rieke Werner       |
| Shura Kirigakure | Rina Satō                    | Milena Karas       |
| Shiro Fujimoto   | Keiji Fujiwara               | Peter Harting      |
| Amaimon          | Tetsuya Kakihara             | Jan Niklas Berg    |
| Igor Neuhaus     | Ryōtarō Okiayu               | Jochen Langner     |
| Konekomaru Miwa  | Yūki Kaji                    | Patrick Mölleken   |

### Musik
Die Musik der ersten Staffel stammt von Hiroyuki Sawano. Als Vorspann der ersten zwölf Folgen wurde der Titel Core Pride von der Band UVERworld verwendet. Im Abspann war der Titel Take Off der südkoreanischen Band 2PM zu hören. Ab der dreizehnten Folge war der Titel In my World von der Band ROOKiEZ is PUNK'D als Vorspann und Wired Life der japanischen Sängerin, Schauspielerin und Models Meisa Kuroki als Abspann zu hören.
Bei der zweiten Staffel stammt die Serienmusik von Kōta Yamamoto. Der Vorspanntitel, Itteki no Eikyō (一滴の影響), wurde ebenfalls von UVERworld beigesteuert, während im Abspann Kono Te de (コノ手デ), gesungen von Rin Akatsuki, verwendet wird.

## Light Novel
Aya Yajima adaptierte den Manga als Light Novel, zu denen Kazue Katō die Illustrationen beisteuerte. Von diesem erschienen bei Shūeisha zwei Bände: Weekend Hero (青の祓魔師 ウィークエンド・ヒーロー) am 2. September 2011 (ISBN 978-4-08-703252-9) und Home Sweet Home (青の祓魔師 ホーム・スイート・ホーム) am 4. Dezember 2012 (ISBN 978-4-08-703283-3).
Von November 2012 bis November 2013 wurden von diesen 160.000 Exemplare verkauft, wodurch sie Platz 28 der meistverkauften Light-Novel-Reihen des Jahres erreichte.